# Święcianowo (przystanek kolejowy)
Święcianowo – zlikwidowany przystanek Sławieńskiej Kolei Powiatowej w Święcianowie w województwie zachodniopomorskim, w Polsce. Przystanek został zlikwidowany w kwietniu 1945 roku.